# Mańkowice
Mańkowice (niem. Mannsdorf)– wieś w Polsce, położona w województwie opolskim, w powiecie nyskim, w gminie Łambinowice.
W latach 1975–1998 wieś administracyjnie należała do ówczesnego województwa opolskiego.
| SIMC    | Nazwa  | Rodzaj     |
| ------- | ------ | ---------- |
| 1024008 | Bardno | przysiółek |

W miejscowości była stacja kolejowa Mańkowice.

## Zabytki
Do wojewódzkiego rejestru zabytków wpisany jest:
- kościół fil. pod wezwaniem św. Mateusza, z XVI w., XVIII w. Parafia Mańkowic znajduje się w Jasienicy Dolnej.